# Roccagiovine
Roccagiovine – miejscowość i gmina we Włoszech, w regionie Lacjum, w prowincji Rzym.
Według danych na rok 2004 gminę zamieszkiwało 297 osób, 37,1 os./km².